# Breznik (Bulgarije)
Breznik (Bulgaars: Брезник) is een kleine stad en een gemeente in het westen van Bulgarije in oblast Pernik. Breznik ligt op 50 km afstand van de grens van de stad Sofia, dicht bij de steden Bankja en Pernik. De stadsnaam is verwant aan de Tsjechische stad Březník.

## Geografie

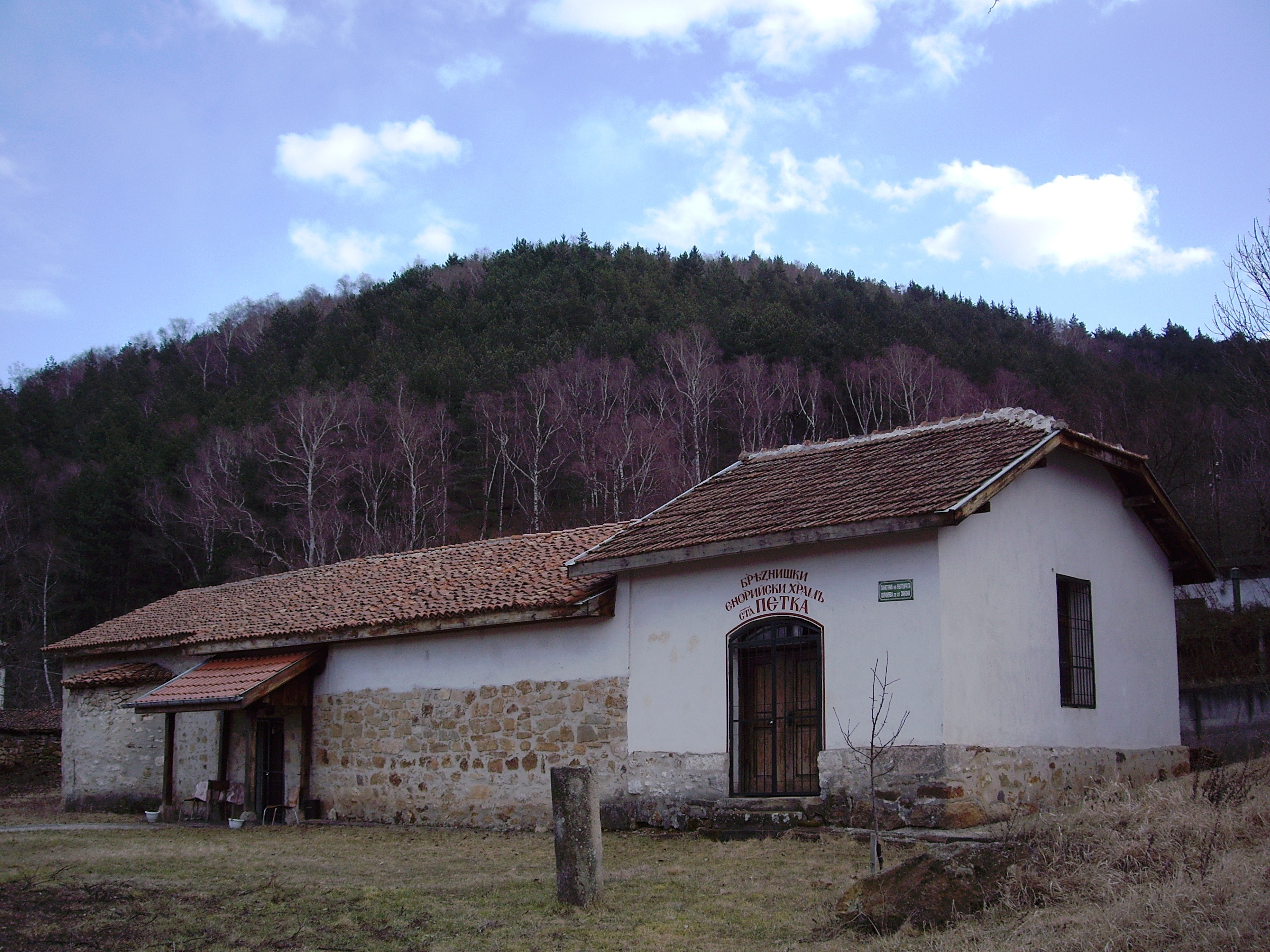
De oude kerk - St. Petka - van Breznik

De gemeente Breznik is gelegen in het centrale deel van de oblast Pernik. Het maakt deel uit van de historisch-geografische regio Kraisjte en in het bijzonder van de kleinere historisch-geografische regio Graovo. Met een oppervlakte van 404,038 km² is het qua oppervlakte de vierde (van de zes) gemeente, oftewel 16,88% van het grondgebied van het district. De grenzen zijn als volgt:
- in het zuidoosten - de gemeente Pernik;
- in het zuiden - gemeente Kovatsjevtsi;
- in het zuidwesten - de gemeente Zemen;
- in het noordwesten - gemeente Tran;
- in het noordoosten - gemeente Dragoman, gemeente Slivnitsa en gemeente Bozjoerisjte, regio Sofia.

## Bevolking
Op 7 september 2021 telde het stadje Breznik 3.617 inwoners, terwijl de gemeente Breznik, waar ook de omliggende 34 dorpen bij worden opgeteld, 5.800 inwoners had. In de stad Breznik woonden 506 mensen (-12,27%) minder dan 4.123 inwoners bij de census van 2011, terwijl er in de gemeente Breznik 1.145 mensen (-16,49%) minder woonden vergeleken met 6.945 inwoners in 2011. De gemiddelde jaarlijkse groei in die periode komt voor de stad en de gemeente uit op respectievelijk -1,2% en -1,7%, hetgeen lager is dan het landelijk jaarlijks gemiddelde over deze periode (-1,14%). Het aantal inwoners vertoont al vele jaren een dalende trend: in 1985 had de stad nog een recordaantal van 5.072 inwoners, terwijl de gemeente Breznik in 1934 nog ruim 20.500 inwoners had.
|          | 1934   | 1946   | 1956   | 1965   | 1975   | 1985   | 1992   | 2001  | 2011  | 2020  |
| -------- | ------ | ------ | ------ | ------ | ------ | ------ | ------ | ----- | ----- | ----- |
| Stad     | 2 638  | 2 844  | 3 448  | 4 095  | 4 686  | 5 072  | 4 926  | 4 332 | 4 123 | 3 617 |
| Gemeente | 20 535 | 20 377 | 17 475 | 14 599 | 12 582 | 10 994 | 10 250 | 8 532 | 6 945 | 5 800 |

### Religie
De laatste volkstelling naar religie werd uitgevoerd in februari 2011 en was optioneel. Van de 6.945 inwoners reageerden er 5.433 op de volkstelling, terwijl 1.512 inwoners het censusformulier onbeantwoord lieten. Van de 5.433 respondenten waren er 4.492 lid van de Bulgaars-Orthodoxe Kerk, oftewel 83% van de bevolking. De rest van de bevolking had een andere geloofsovertuiging of was niet religieus. 
| Religieuze samenstelling in februari 2011 | Religieuze samenstelling in februari 2011 | Religieuze samenstelling in februari 2011 | Religieuze samenstelling in februari 2011 | Religieuze samenstelling in februari 2011 |
| ----------------------------------------- | ----------------------------------------- | ----------------------------------------- | ----------------------------------------- | ----------------------------------------- |
|                                           |                                           |                                           |                                           |                                           |
| Bulgaars-Orthodoxe Kerk                   | Bulgaars-Orthodoxe Kerk                   |                                           | 82,68%                                    | 82,68%                                    |
| Katholieke Kerk                           | Katholieke Kerk                           |                                           | 0,26%                                     | 0,26%                                     |
| Protestantisme                            | Protestantisme                            |                                           | 2,60%                                     | 2,60%                                     |
| Islam                                     | Islam                                     |                                           | 0,00%                                     | 0,00%                                     |
| Geen                                      | Geen                                      |                                           | 7,20%                                     | 7,20%                                     |
| Anders/ Onbekend                          | Anders/ Onbekend                          |                                           | 7,26%                                     | 7,26%                                     |

## Kernen

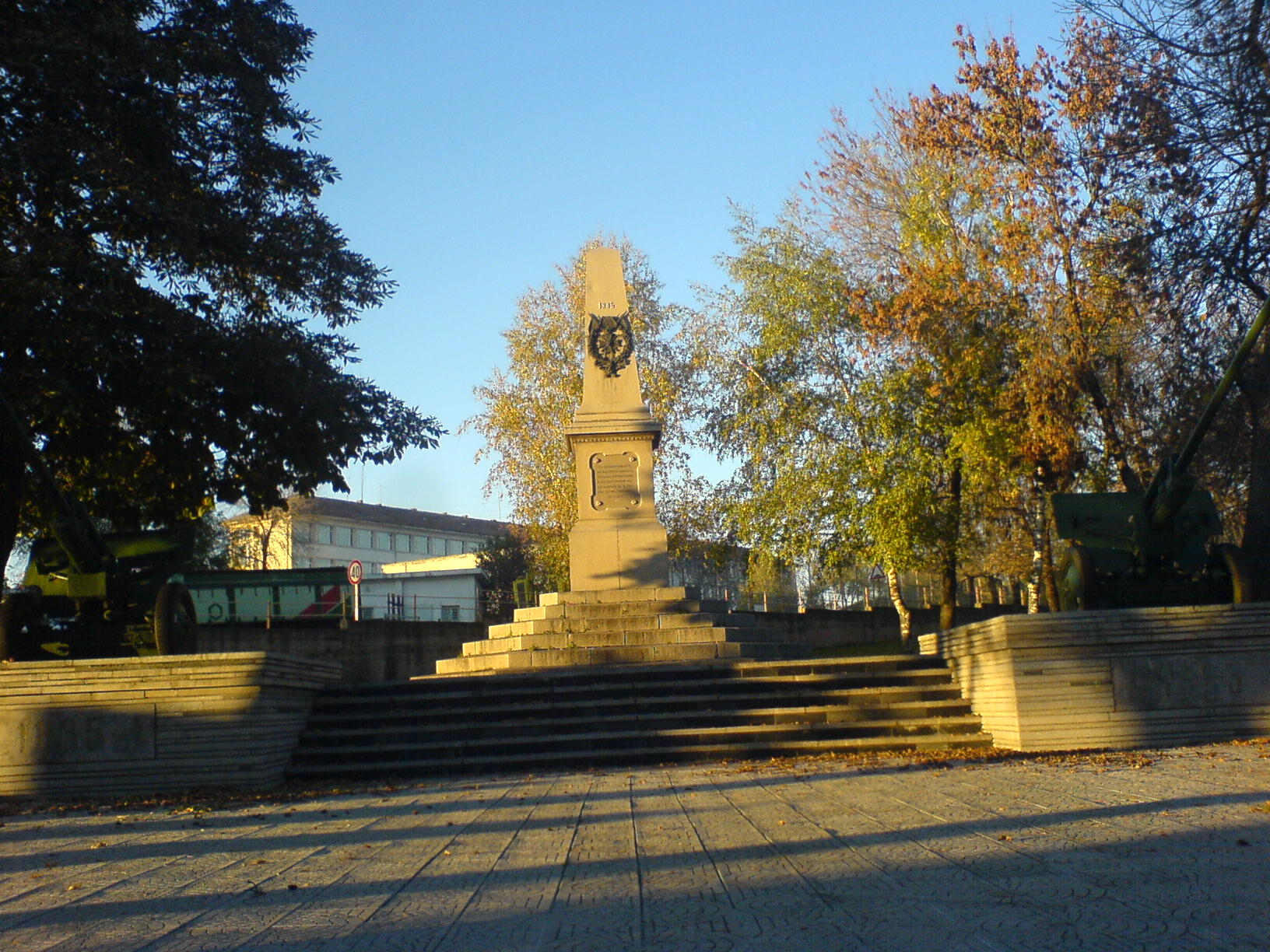
Herdenkingsmonument voor de omgekomen soldaten tijdens de Servisch-Bulgaarse Oorlog in 1885.

Naast de stad Breznik bestaat de gemeente Breznik uit de volgende dorpen:
| - Arzan (Арзан) - Babitsa (Бабица) - Banisjte (Банище) - Begoenovtsi (Бегуновци) - Bilintsi (Билинци) - Breznisjki Izvor (Брезнишки извор) - Broesnik (Брусник) - Dolna Sekirna (Долна Секирна) - Dolni Romantsi (Долни Романци) - Doesjintsi (Душинци) - Garlo (Гърло) - Gigintsi (Гигинци) | - Gorna Sekirna (Горна Секирна) - Gorni Romantsi (Горни Романци) - Goz (Гоз) - Jaroslavtsi (Ярославци) - Kosjarevo (Кошарево) - Konska (Конска) - Krasava (Красава) - Krivonos (Кривонос) - Muoertintsi (Муртинци) - Neprasnentsi (Непразненци) - Noevtsi (Ноевци) - Osarnovtsi (Озърновци) | - Razjavets (Ръжавец) - Rebro (Ребро) - Rezjantsi (Режанци) - Sadovik (Садовик) - Slakovtsi (Слаковци) - Sopitsa (Сопица) - Stanjovtsi (Станьовци) - Velkovtsi (Велковци) - Vidritsa (Видрица) - Zavala (Завала) |

Breznik - Kovatsjevtsi - Pernik - Radomir - Tran - Zemen